# Cobija
Cobija je město v severní Bolívii. Je hlavním městem departementu Pando a žije v něm přibližně 46 tisíc obyvatel. Leží na pravém břehu řeky Acre, která zde tvoří státní hranici s Brazílií. Má nadmořskou výšku 205 m, vládne zde horké vlhké podnebí a město je obklopeno tropickým pralesem.
Město založil v únoru 1906 poručík bolivijské armády Enrique Cornejo. Původně dostalo název Puerto Bahía (Přístav v zátoce), v roce 1908 bylo přejmenováno podle již zaniklého přístavu Cobija, o který Bolívie přišla ve druhé tichomořské válce. Ekonomika města byla založena na sběru kaučuku a po ztrátě kaučukového monopolu začala Cobija upadat. V roce 1939 se stala administrativním střediskem nového departementu Pando. Ještě v roce 1976 neměla Cobija ani čtyři tisíce obyvatel, pak nastal hospodářský rozvoj a výrazný nárůst populace.
Nachází se zde Amazonská univerzita, založená v roce 1993, svobodná ekonomická zóna a mezinárodní letiště Capitán Aníbal Arab. Významnými produkty jsou para ořechy a banány.